# Ахтямов, Хасан Багдеевич
Хасан Багдеевич Ахтямов (тат. Хәсән Әхтәмов; 10 июля 1925, с. Аллагуват — 30 мая 1944, Редиул-Алдей, Румыния) — рядовой стрелкового полка, Герой Советского Союза.

## Биография
Ахтямов Хасан Багдеевич родился 10 июля 1925 года в селе Аллагуват Стерлитамакского района БАССР (ныне не существует, расселено в связи со строительством Салаватского нефтехимического комбината). По национальности татарин.
Его мать, Магрифа Нигматулловна, одна растила троих своих дочерей и двух сыновей. Отец умер в 1934 году, вернувшись после первой мировой войны с обмороженными ногами. Хасан Багдеевич окончил в селе Большой Аллагуват семь классов. Работал в колхозе имени Карла Маркса.
В ряды Красной армии был призван в феврале 1944 года. 30 мая 1944 года 1-я рота 857-го стрелкового полка держала оборону в районе высоты 185,0 к югу от села Икушени.
Из наградного листа на рядового 1-й роты 857-го стрелкового полка (294-я стрелковая дивизия, 52-я армия, 2-й Украинский фронт) X.Б.Ахтямова:
«Против I стрелковой роты, где действовал товарищ Ахтямов (30 мая 1944 года), противник бросил в бой больше батальона пехоты и восемь танков. Танки противника все ближе и ближе приближались к траншее 1-й стрелковой роты и имели попытку двигаться по фронту роты вдоль траншей и расстреливать наших бойцов, находящихся в траншеях. Первый двигавшийся танк уже направился вдоль фронта роты, а немецкие автоматчики, находившиеся в танке, открыли люки башен и стали в упор расстреливать наших бойцов.

Товарищ Ахтямов первый выскочил из траншеи и бросился с противотанковой гранатой под танк, подорвав его. В результате чего танки изменили направление, переехали через траншеи и направились вглубь нашей обороны. Бойцы отсекли пехоту противника от танков и задержали её наступление. Таким образом, тов. Ахтямов своим геройским поступком спас жизни нескольких десятков бойцов».
Звание Героя Советского Союза X. Б. Ахтямову присвоено 13 сентября 1944 года посмертно.
Первоначально был похоронен на кладбище села Икушени. Позднее был перезахоронен на воинском мемориальном кладбище в городе Яссы (ул. Этернитате).

## Память
- В городском краеведческом музее города Салавата открыт раздел, посвящённый подвигу Ахтямова Х. Б.
- В Салавате на мемориальном комплексе «Вечный огонь» открыта памятная доска Ахтямову Х. Б.
- Музей «Дворца детского (юношеского) творчества» г. Салавата (Республика Башкортостан) носит имя Ахтямова Хасана Багдеевича.
- В посёлке Васильевка на здании школы установлена мемориальная доска. Его имя носил лучший пионерский отряд школы.
- 9 мая 1973 года на центральной усадьбе колхоза имени Карла Маркса в деревне Наумовка открыли памятник Х. Б. Ахтямову.[3]
- Памятник Х. Ахтямову в Салавате.[4] (Автор памятника — заслуженный художник РБ, член Союза художников России Мавлетбай Халилов).
- На стене зала мемориального комплекса в Киеве и на Поклонной горе в Москве высечена его фамилия.[5]
- В Салавате, в пригородном посёлке Желанный, есть улица его имени.
- С 2023 года «Средняя образовательная школа №11» г. Салавата носит имя Ахтямова Хасана Багдеевича.[6]